# Agglomerat

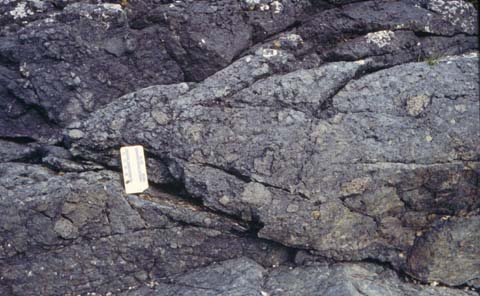
Agglomerat

Agglomerat, kantigt söndersprängda större och mindre stenar, som tillsammans med aska och splittrade småkorn slungats ut ur en vulkan vid utbrott. Stenarna och småkornen har bäddats in i askan, vilken så småningom hårdnat till bergart. Man skiljer mellan monomikta agglomerat med bara ett slags kantiga stenar och polymikta agglomerat med flera olika slags bergarts bitar. Agglomerat som bildats genom förflyttning av stenbitar från vulkanutbrott med hjälp av slamströmmar eller vattenflöden kallas vulkaniska konglomerat. De kännetecknas av att bitarna ofta blivit rundade genom nötning under förflyttningen.
Ordet agglomerat används även i tillverkningsprocessen för lösligt kaffe, där agglomerat kaffe är där fina partiklar av spraytorkat kaffe bearbetas till större runda partiklar med en omtorkningsprocess som ger en mer löslig form av snabbkaffe.